# Astragalus patrius
Astragalus patrius är en ärtväxtart som beskrevs av Maassoumi. Astragalus patrius ingår i släktet vedlar, och familjen ärtväxter. Inga underarter finns listade i Catalogue of Life.